# Juba Stadium
Juba Stadium – wielofunkcyjny stadion znajdujący się w Dżubie, stolicy Sudanu Południowego. Na tym stadionie 10 lipca 2011 swój pierwszy mecz rozegrała reprezentacja Sudanu Południowego w piłce nożnej. Uległa wtedy kenijskiemu klubowi Tusker Nairobi 1:3. Stadion został otwarty w 1962. W 2011 został poddany remontowi.